# Танагра-жалібниця велика
Тана́гра-жалібни́ця велика (Tachyphonus rufus) — вид горобцеподібних птахів родини саякових (Thraupidae). Мешкає в Центральній і Південній Америці.

## Опис

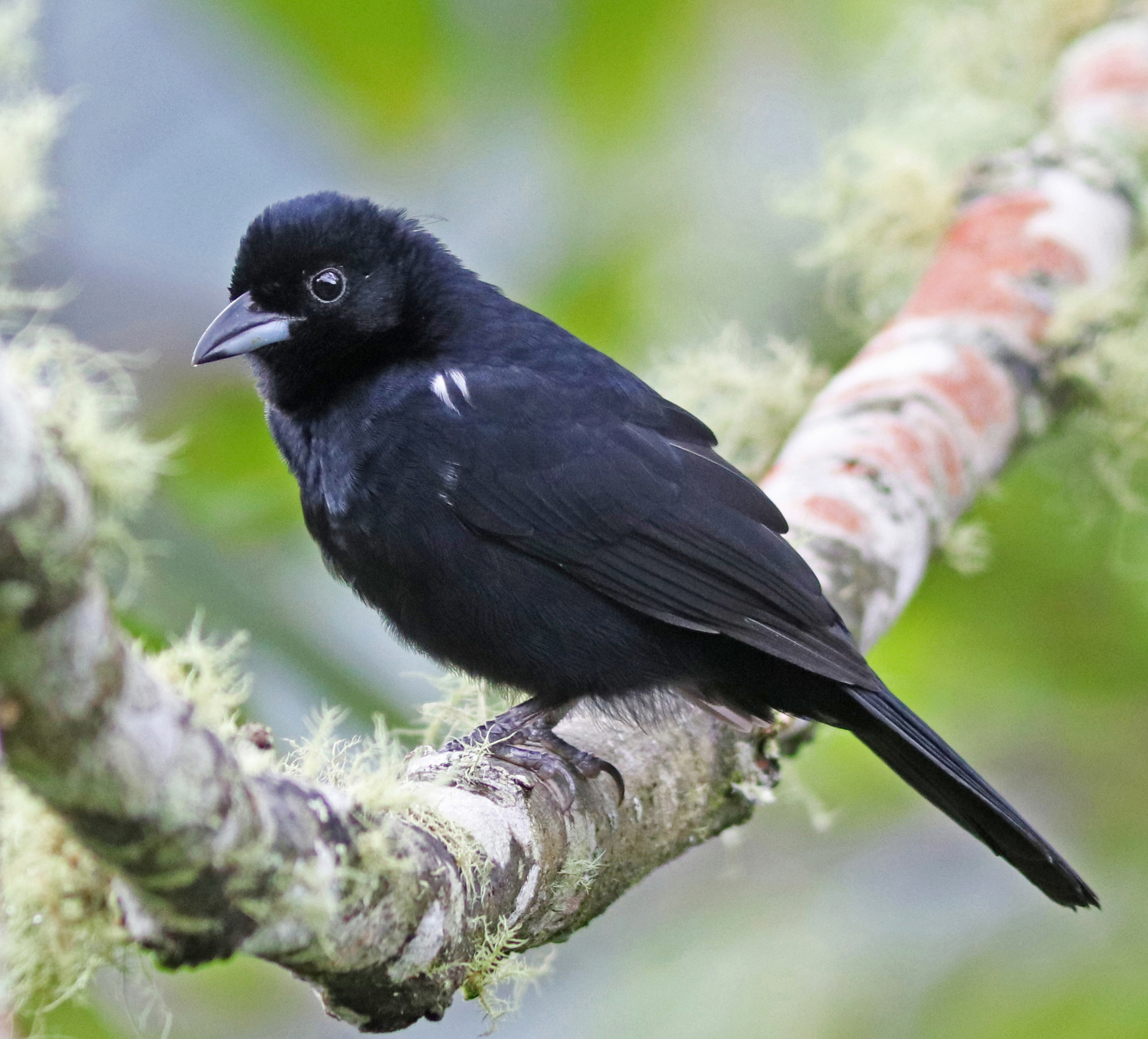
Самець великої танагри-жалібниці

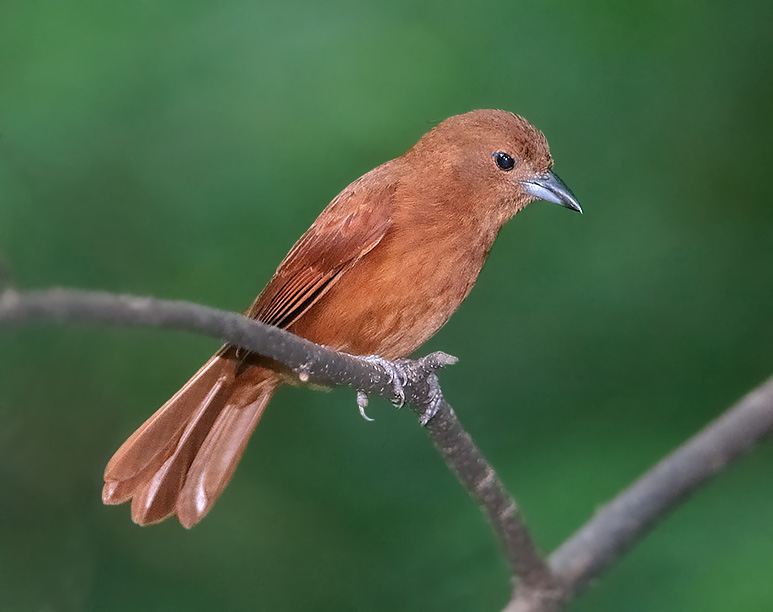
Самиця великої танагри-жалібниці

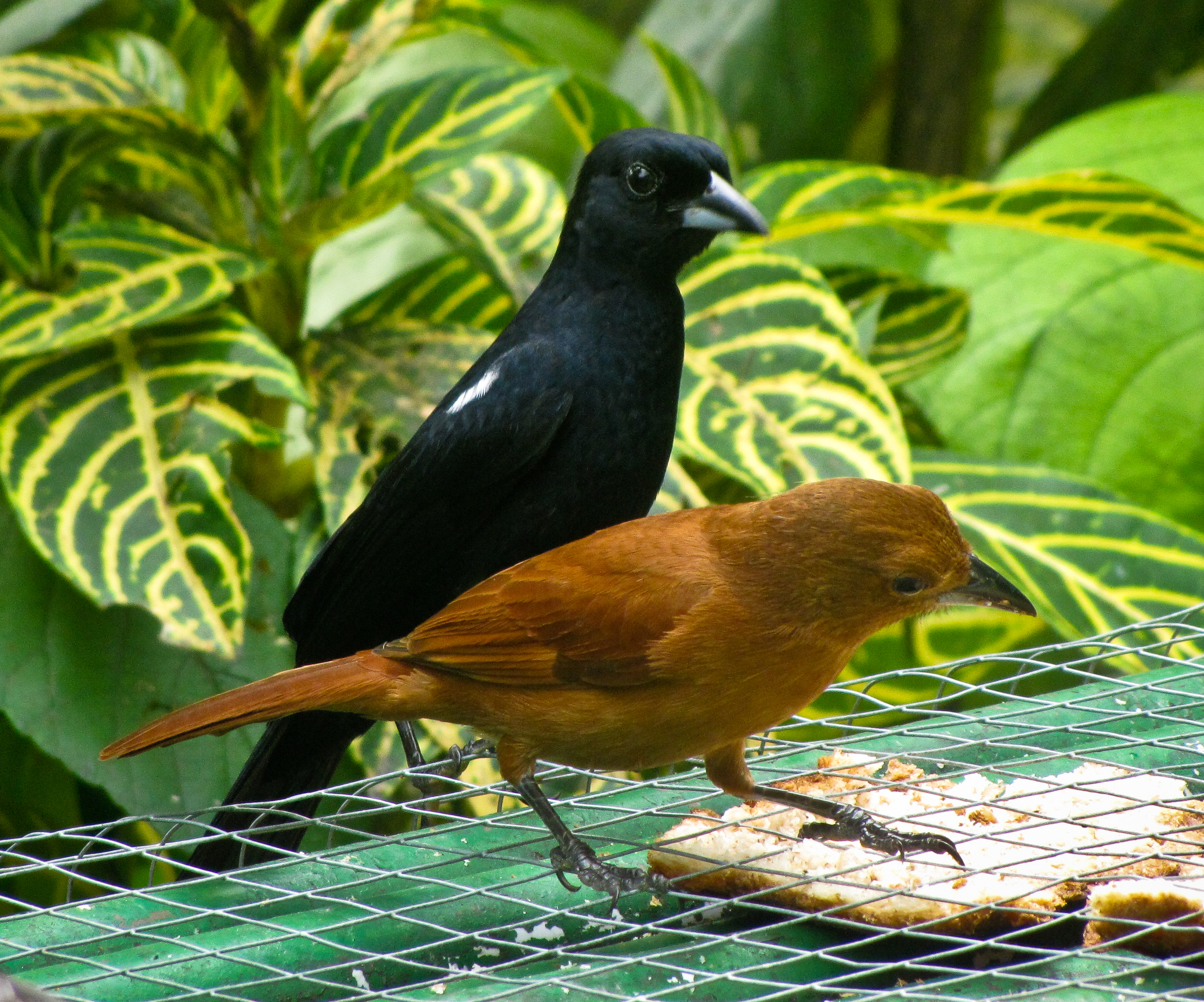
Пара великих танагр-жалібниць (Тринідад)

Довжина птаха становить 18,5 см, вага 33 г. Самці мають переважно чорне, блискуче забарвлення, за винятком білих країв крил і нижніх покривних пер крил, помітних в польоті. Хвіст довгий, дзьоб зверху чорний, знизу сизуватий, товстий, загострений. Самиці мають повністю рудувато-коричневе забарвлення, нижня частина тіла у них дещо світліша.

## Таксономія
Велика танагра-жалібниця була описана французьким натуралістом Жоржем-Луї Леклерком де Бюффоном в 1780 році в праці «Histoire Naturelle des Oiseaux» за зразком з Каєнни (Французька Гвіана). Науково вид був описаний в 1783 році, коли голландський натураліст Пітер Боддерт класифікував його під назвою Tangara rufa у своїй праці «Planches Enluminées». Пізніше вид був переведений до роду Танагра-жалібниця (Tachyphonus), введеного французьким орнітологом Луї Жаном П'єром В'єйо у 1816 році. Велика танагра-жалібниця є типовим видом цього роду.

## Поширення і екологія
Великі танагри-жалібниці мешкають в Коста-Рики, Панамі, Колумбії, Еквадорі, Перу, Болівії, Бразилії, Венесуелі, Гаяні, Суринамі, Французькій Гвіані, Аргентині, Парагваї та на Тринідаді і Тобаго. Вони живуть у напіввідкритих місцевостях — на узліссях тропічних лісів, на порослих чагарниками галявинах і в садах. Зустрічаються на висоті до 2000 м над рівнем моря, переважно на висоті до 1500 м над рівнем моря. Живляться різноманітними плодами, переважно плодами епіфітів, а також нектаром і комахами, зокрема жуками, муцрахами і кониками. Гніздо велике, чашоподібне, розміщується на дероеві або в чагарниках. В кладці 2-3 кремових яйця, поцяткованих коричневими плямам. Інкубаційний період триває 14-15 днів, насиджують самиці.